# Korisaari (ö i Jyväskylä)
Korisaari är en ö i Finland. Den ligger i sjön Kynsivesi och Leivonvesi och i kommunen Hankasalmi i den ekonomiska regionen  Jyväskylä ekonomiska region  och landskapet Mellersta Finland, i den centrala delen av landet, 250 km norr om huvudstaden Helsingfors. Öns area är 0,2 hektar och dess största längd är 70 meter i öst-västlig riktning.